# Саро Урдзи
Саро Урдзи (на италиански: Saro Urzì) е италиански актьор.

## Биография
Урдзи е роден на 24 февруари 1913 г. в Катания. Премества се в Рим, за да търси късмета си. Запознава с Пиетро Джерми през 1949 г. и участва във филма на Джерми „В името на закона“ за играта си печели награда Сребърна лента за най-добър поддържащ актьор. Той става любимият актьор на Джерми, работи заедно с него в „Пътят на надеждата“ (1950), „Железничарят“ (1956), „Заплетен случай“ (1959), „Алфредо“, „Алфредо“ (1972) и най-вече в „Прелъстена и изоставена“ (1964), за който печели награди за най-добър актьор на филмовия фестивал в Кан и Сребърна лента на следващата година.
Урдзи участва в продълженията поредицата от филми на Дон Камило, „Победи дявола“ на Джон Хюстън, „Хляб, любов и ревност“ на Луиджи Коменчини, и международни филми като „Жена от слама“ и „Кръстникът“ на Франсис Форд Копола като синьор Вители, баща на Аполония (любимата на Майкъл Корлеоне).

## Избрана филмография
| година | филм                     | оригинално заглавие         | роля                          | режисьор            |
| ------ | ------------------------ | --------------------------- | ----------------------------- | ------------------- |
| 1952   | Дон Камило               | Don Camillo                 | Бруско                        | Жулиен Дювивие      |
| 1959   | Заплетен случай          | Un maledetto imbroglio      | Детектив Саро                 | Пиетро Джерми       |
| 1959   | Синът на червения корсар | Il figlio del corsaro rosso | Мендоса                       | Примо Дзелио        |
| 1964   | Прелъстена и изоставена  | Sedotta e abbandonata       | Дон Винченцо Аскалоне         | Пиетро Джерми       |
| 1954   | Хляб, любов и ревност    | Pane, amore e gelosia       | Дон Никола, актьорът-мениджър | Луиджи Коменчини    |
| 1968   | Серафино                 | Serafino                    | Чичо Адженоре                 | Пиетро Джерми       |
| 1972   | Кръстникът               | The Godfather               | синьор Вители                 | Франсис Форд Копола |